# Feliciano de Vega y Padilla
Feliciano de Vega y Padilla (Lima, Virreinato del Perú, 1582-Mazatlán, Virreinato de Nueva España, diciembre de 1640) fue un maestro y clérigo peruano, quien llegó a ser rector de la Universidad de San Marcos hasta en cuatro oportunidades y luego, fue séptimo Obispo de Popayán, cuarto de La Paz y por último décimo Arzobispo de México.

## Estudios y docencia universitaria
Hijo de Francisco de Vega y Feliciana Padilla y Celis, descendía de una familia de juristas y militares. Efectuó estudios en los colegios de San Martín y San Felipe. Ingresó a la Universidad de San Marcos y siendo aún estudiante, empezó a servir como sustituto de diversas cátedras. Optó los grados de Licenciado (3 de diciembre de 1599) y Doctor en Leyes y Cánones (1601).
Pasó a regentar la cátedra de Vísperas de Leyes (1602) y luego la de Prima de Sagrados Cánones (1620) que a solicitud del claustro dictó aún después de ser jubilado. Asociado de Leyes (1605); fue fundador de la cátedra de Teología Moral (1633), inaugurada por su sobrino fray Cipriano de Medina y Vega. Llegó a ser Rector en tres oportunidades (1610-1611, 1616-1617, 1621-1623).

## Carrera eclesiástica
Siendo catedrático, fue asesor letrado del Cabildo de Lima (1601-1605). Ordenado de presbítero (1607), se le otorgó una canonjía en el coro metropolitano. Fue también consultor y juez ordinario del Santo Oficio, además de comisario apostólico del Tribunal de la Santa Cruzada.
Desde 1609 fue provisor y vicario general del Arzobispado de Lima, durante el gobierno de Bartolomé Lobo Guerrero, luego en sede vacante (1622-1625) hasta la llegada del nuevo arzobispo, Gonzalo de Campo, y por tercera vez desde la muerte de éste hasta la llegada de Hernando Arias de Ugarte (1626-1630). 
Promovido a la dignidad de Chantre (19 de noviembre de 1630), pronto fue nombrado Obispo de Popayán (26 de mayo de 1631). Una vez consagrado, partió para su diócesis recién en octubre de 1633 y apenas alcanzó a regirla, pues fue trasladado a la diócesis de La Paz, tomando posesión de su nuevo obispado el 6 de abril de 1634. Allí reunió el segundo sínodo diocesano y dictó las correspondientes constituciones.
Finalmente fue elevado al Arzobispado de México (1639). En viaje a su nueva sede, retornó a Lima y permaneció en la ciudad a la espera de las bulas respectivas. Se embarcó recién en octubre de 1640, pero enfermó en la travesía y murió al poco de llegar al puerto novohispano de Acapulco, en la localidad de Mazatlán.

## Obras
- Relectio legis (1605)
- Relectionum canonicarum in Secundum Decretalium Librum (1633).
- Constituciones Synodales del Obispado de la Ciudad de Nuestra Señora de la Paz (1639).